# Llobregat
Le Llobregat (prononcé en catalan : [ʎu.βɾəˈɣat]) est le second fleuve de Catalogne par sa longueur.

## Géographie
Le fleuve Llobregat prend sa source près de Berga et se jette dans la mer Méditerranée. Il forme un vaste delta de 100 km2 où l'on trouve des installations portuaires et aéroportuaires de la ville de Barcelone, mais également plusieurs réserves naturelles d'importance européenne. Pour permettre la poursuite du développement économique de la ville tout en préservant la richesse écologique du site, il est prévu de modifier le cours du fleuve.
Le fleuve est régulé par trois ouvrages dont le plus ancien date de 1957.
En 2004, l'embouchure du fleuve a été déplacée de 2,5 kilomètres pour pouvoir agrandir le port de Barcelone.
Le Llobregat fournit 40 % de l'eau potable de Barcelone.

## Étymologie
Le fleuve Llobregat trouve l'origine de son nom dans le latin rubricatus, désignant la couleur rouge. Celle-ci fait référence à l'aspect de l'eau dans la région où le fleuve prend sa source, du fait de la couleur de la terre qui constitue son lit.

## Source et cours d'eau
Les sources du Llobregat se trouvent à Castellar de n'Hug.

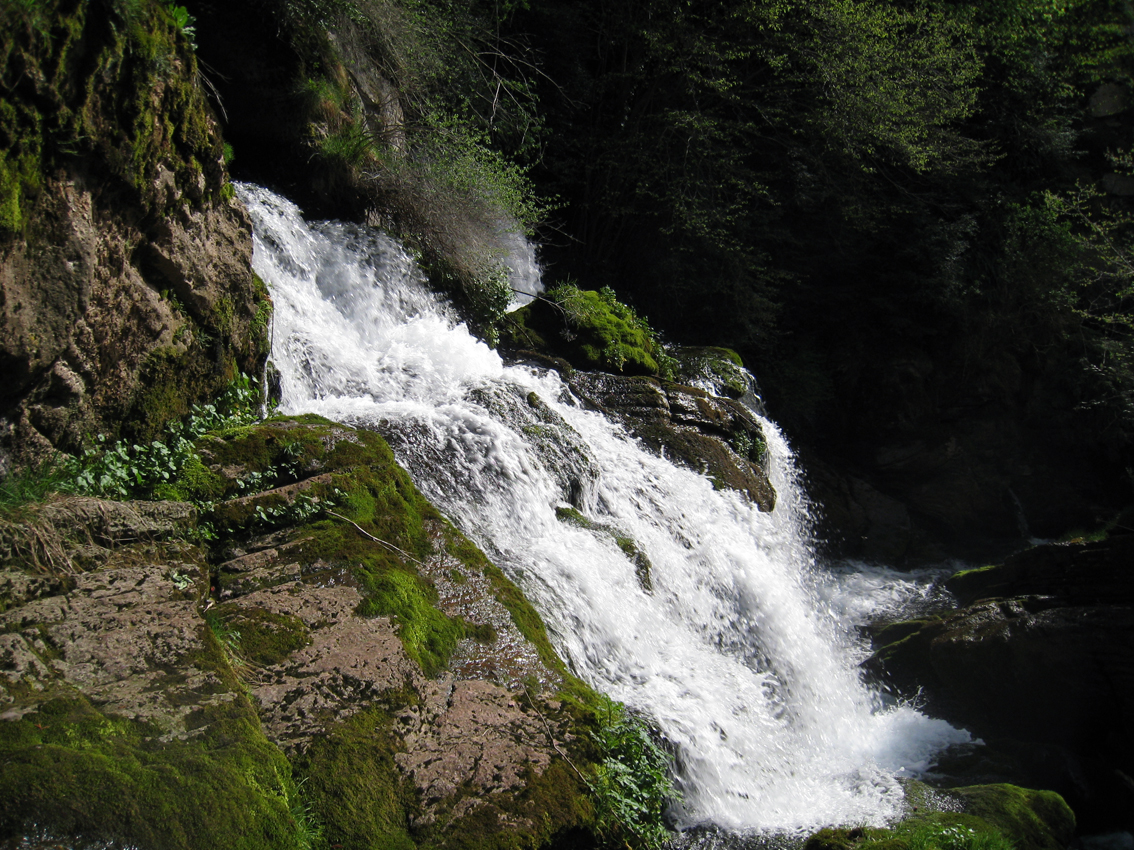
Les sources du fleuve Llobregat à proximité de Castellar de n'Hug
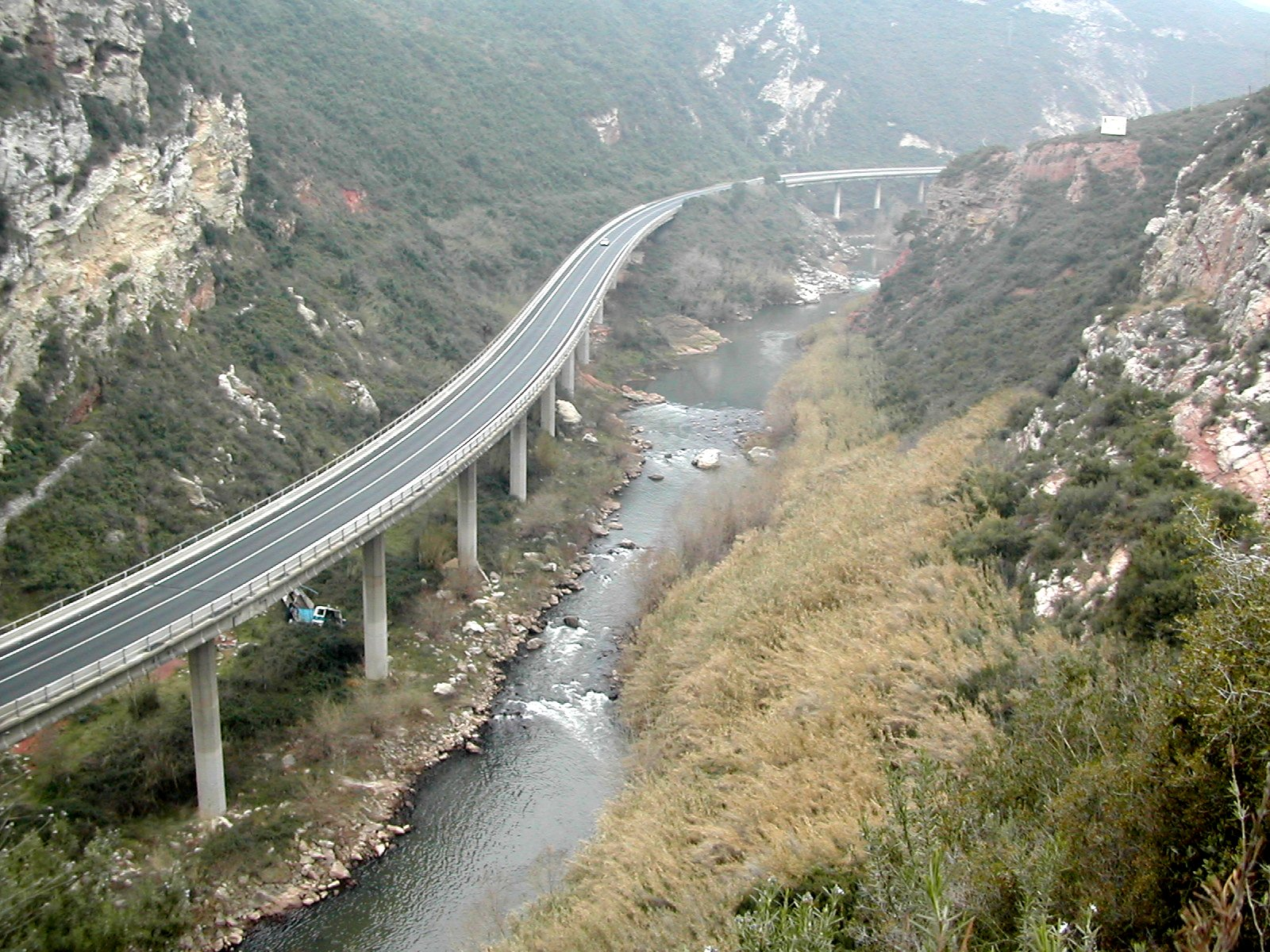
Le fleuve Llobregat, et importante voie de communication, route C55 à Olesa de Montserrat.
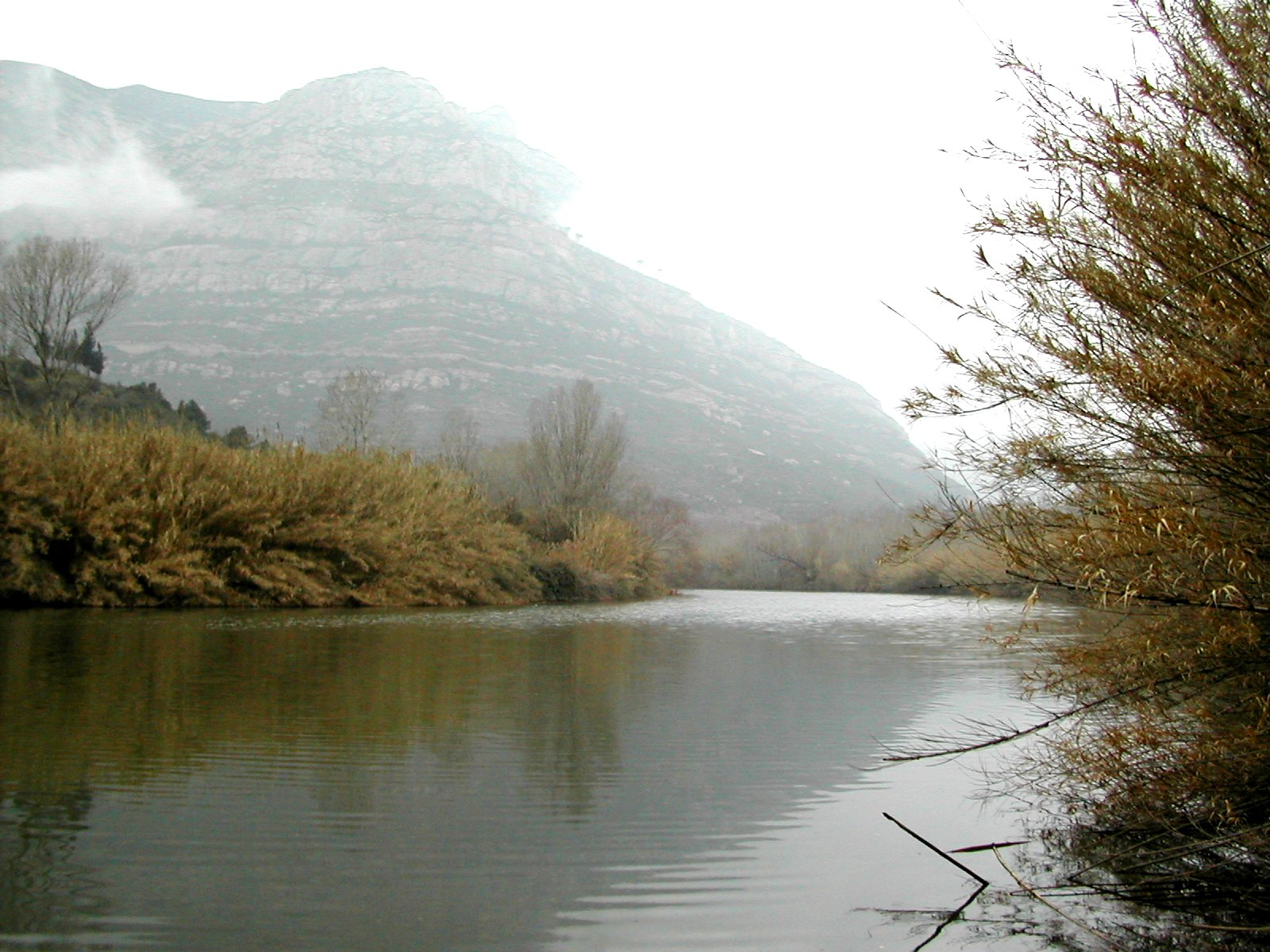
En fond, la montagne  Montserrat.
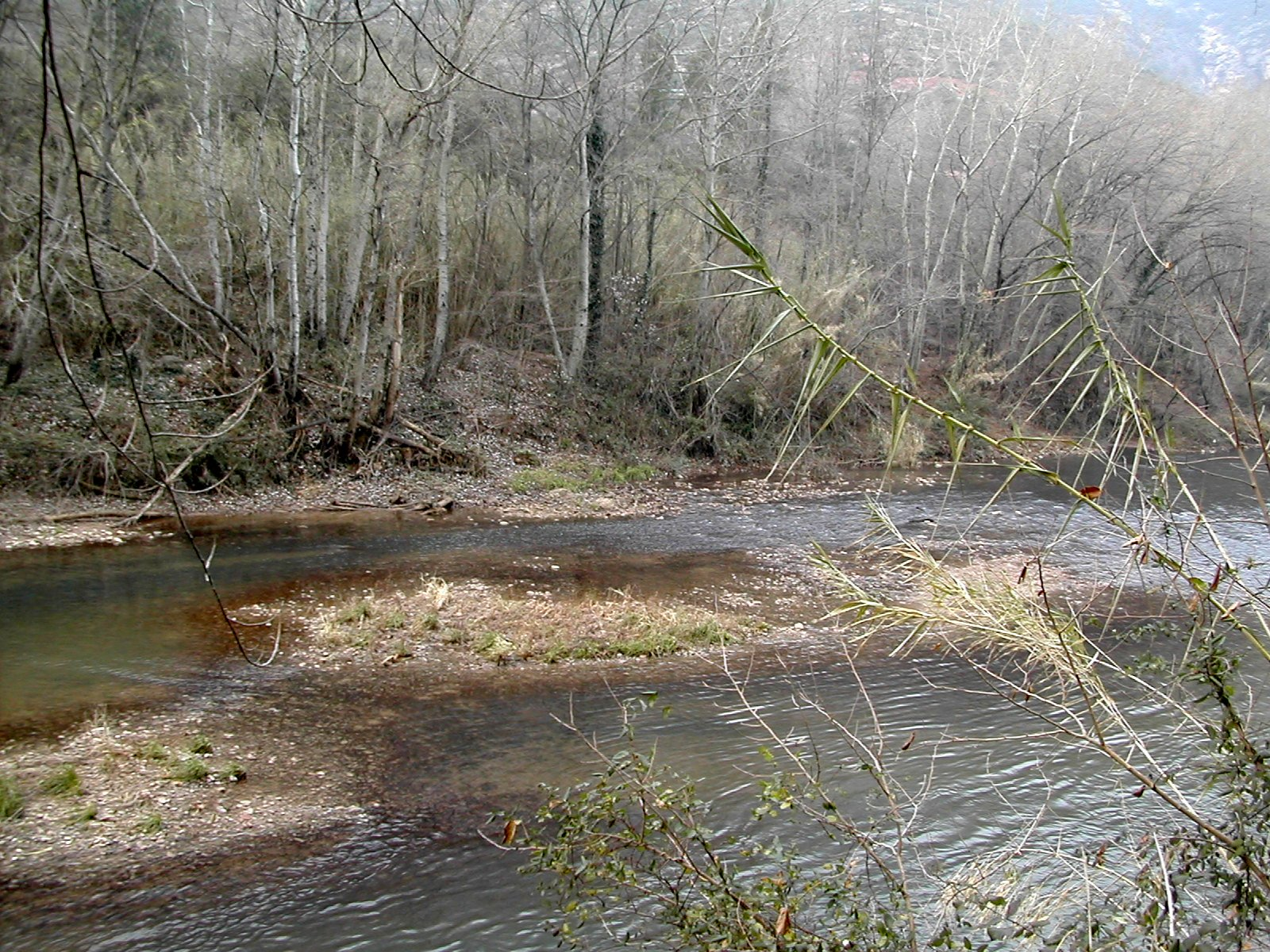
Bosc de ribera
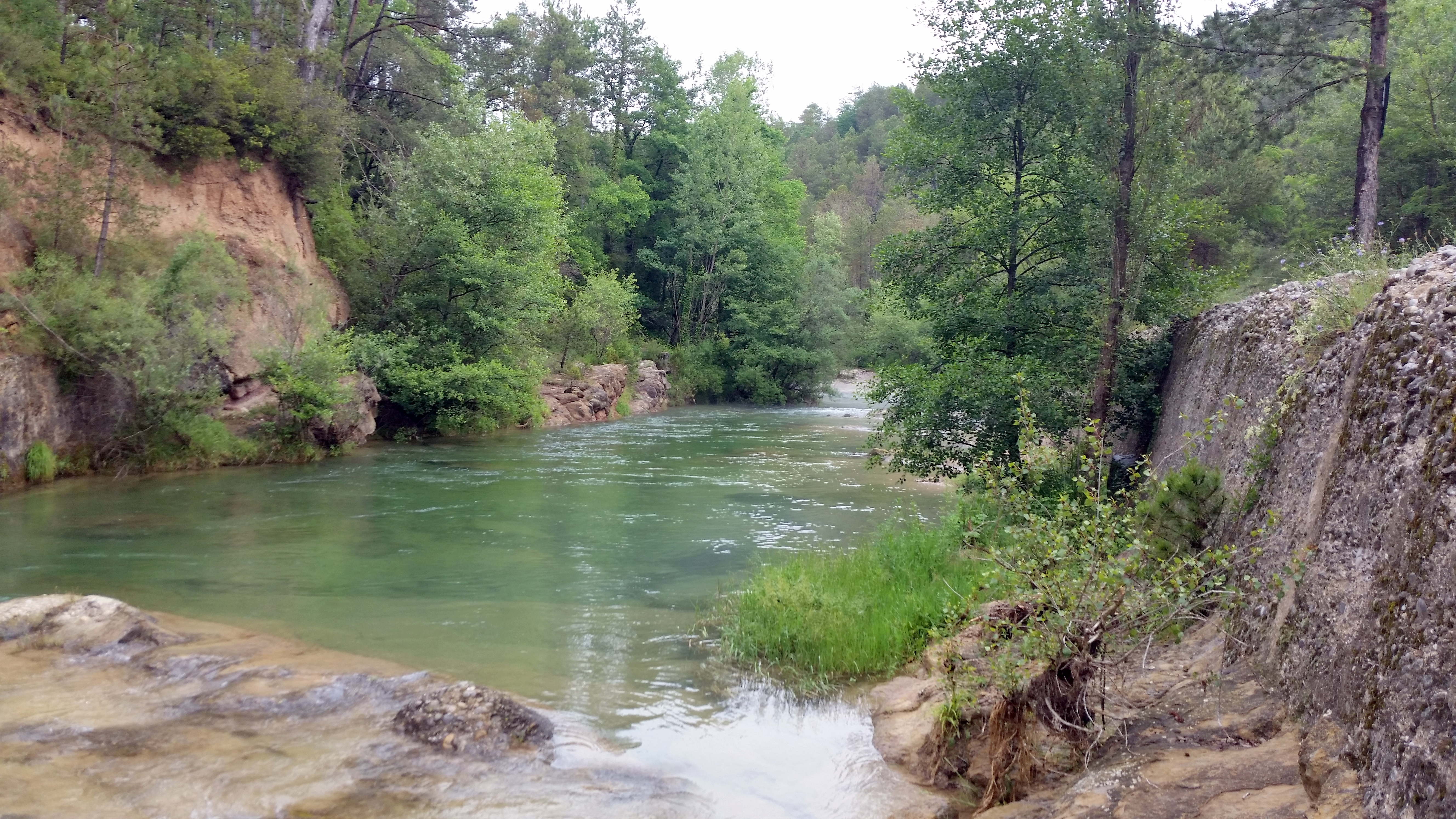
Fleuve Llobregat au Pla del Rovello (Via Verda del Llobregat, Cercs, Barcelona)
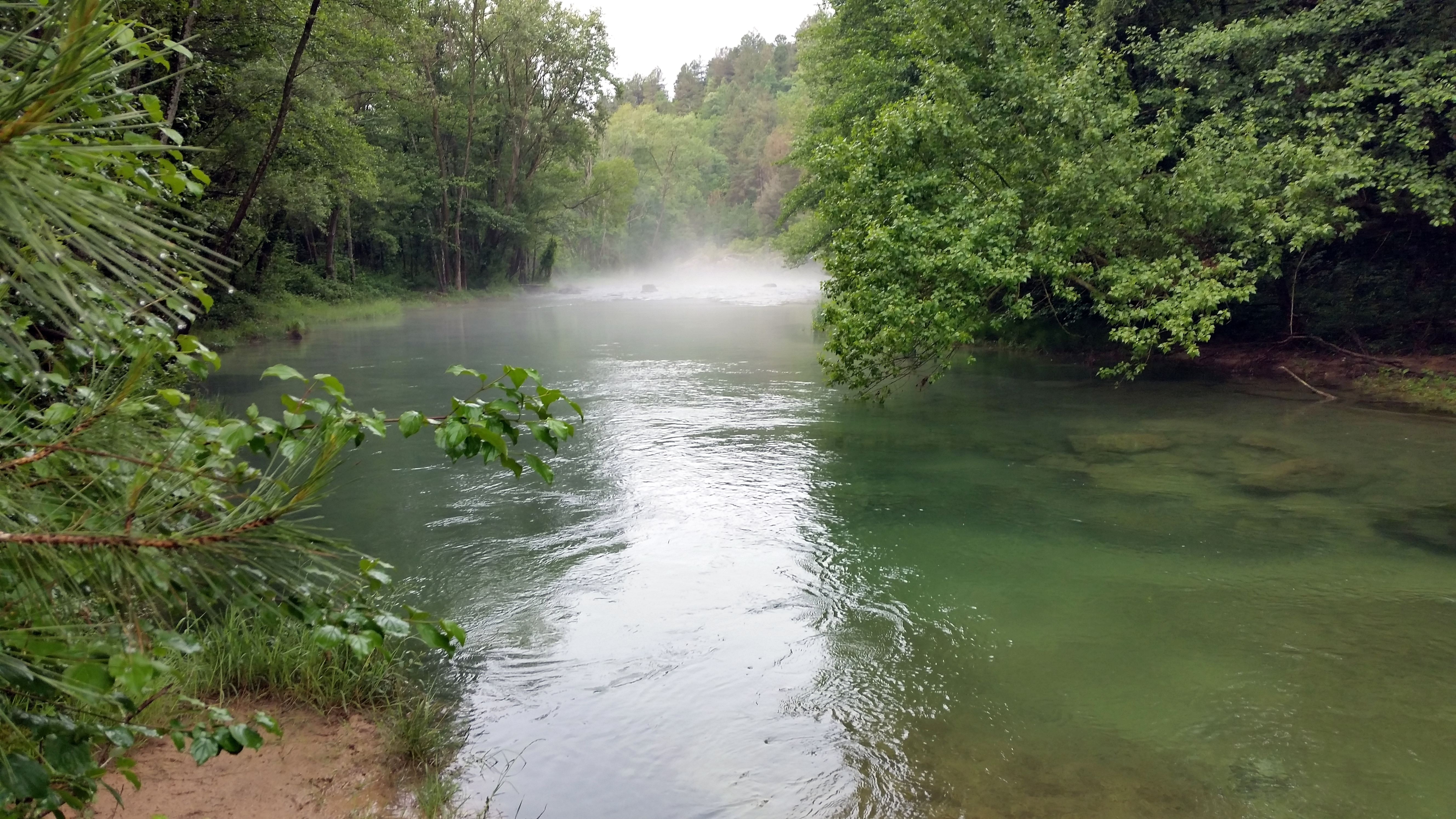
Fleuve Llobregat au del Pla del Rovello (Via Verda del Llobregat, Cercs, Barcelona)
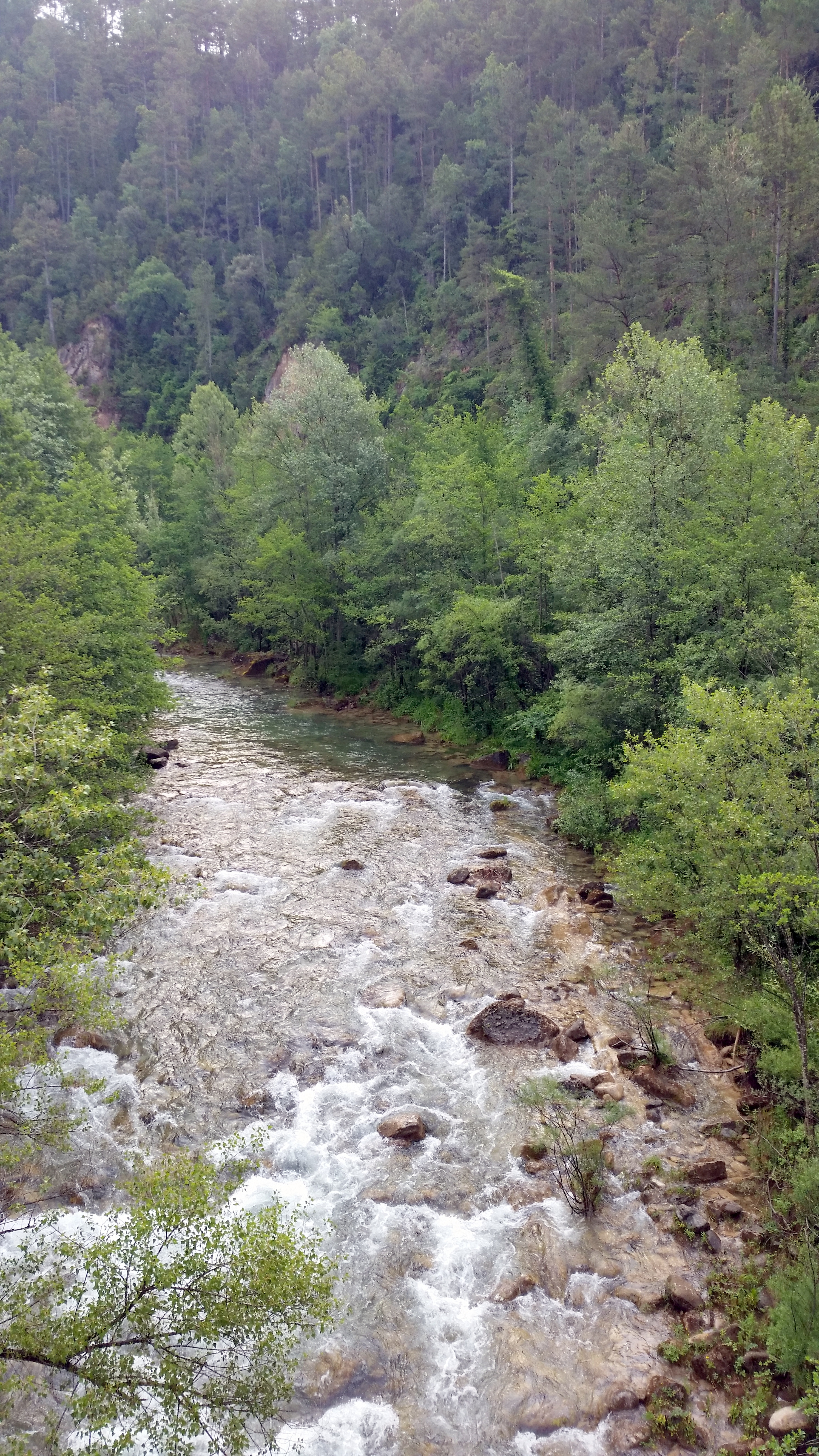
Fleuve Llobregat au pont de la Via Verda del Llobregat (Cercs, Barcelona)
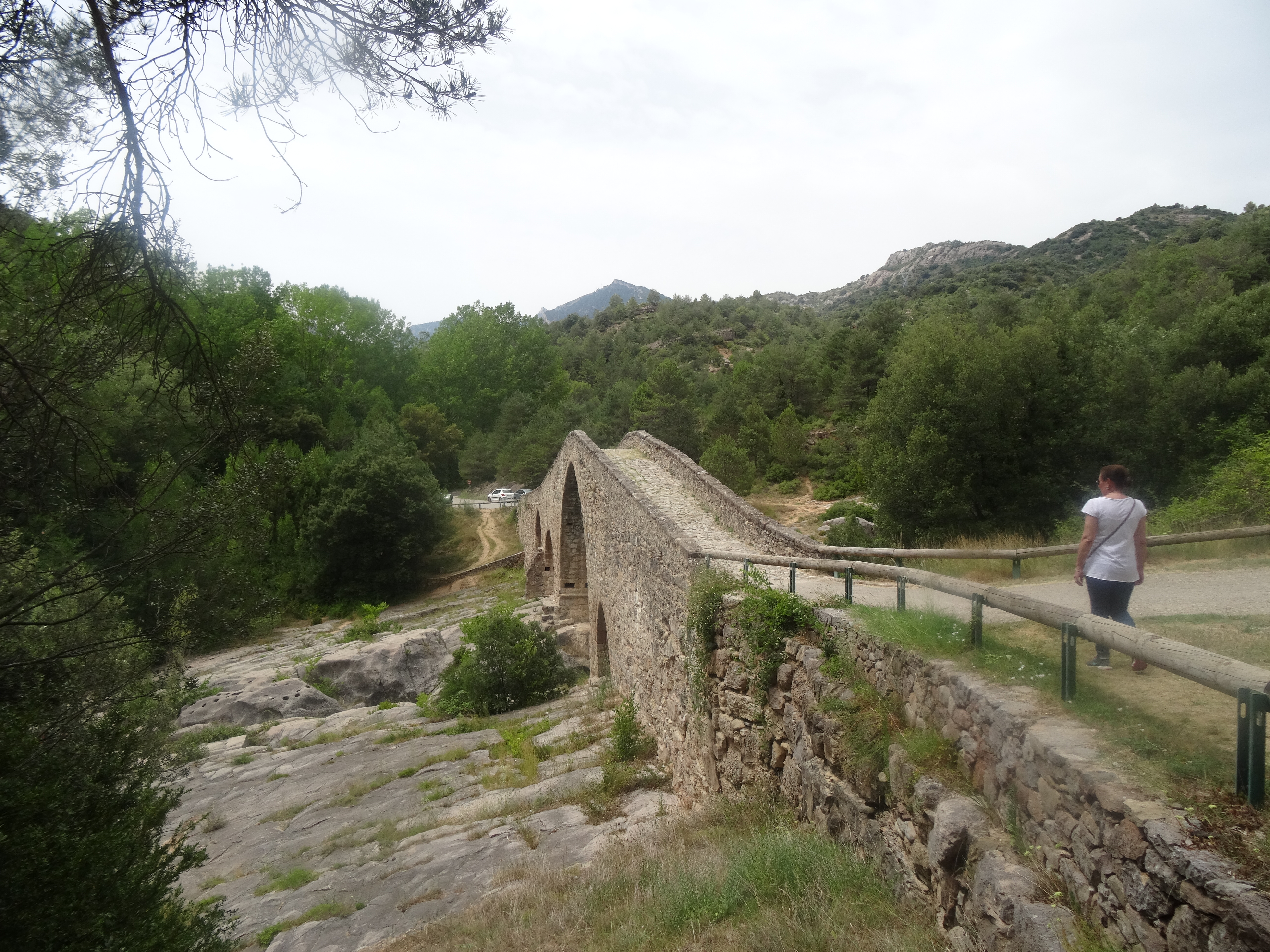
Pont de Pedret sur le fleuve Llobregat, Via verda del Llobregat Cercs, Barcelona
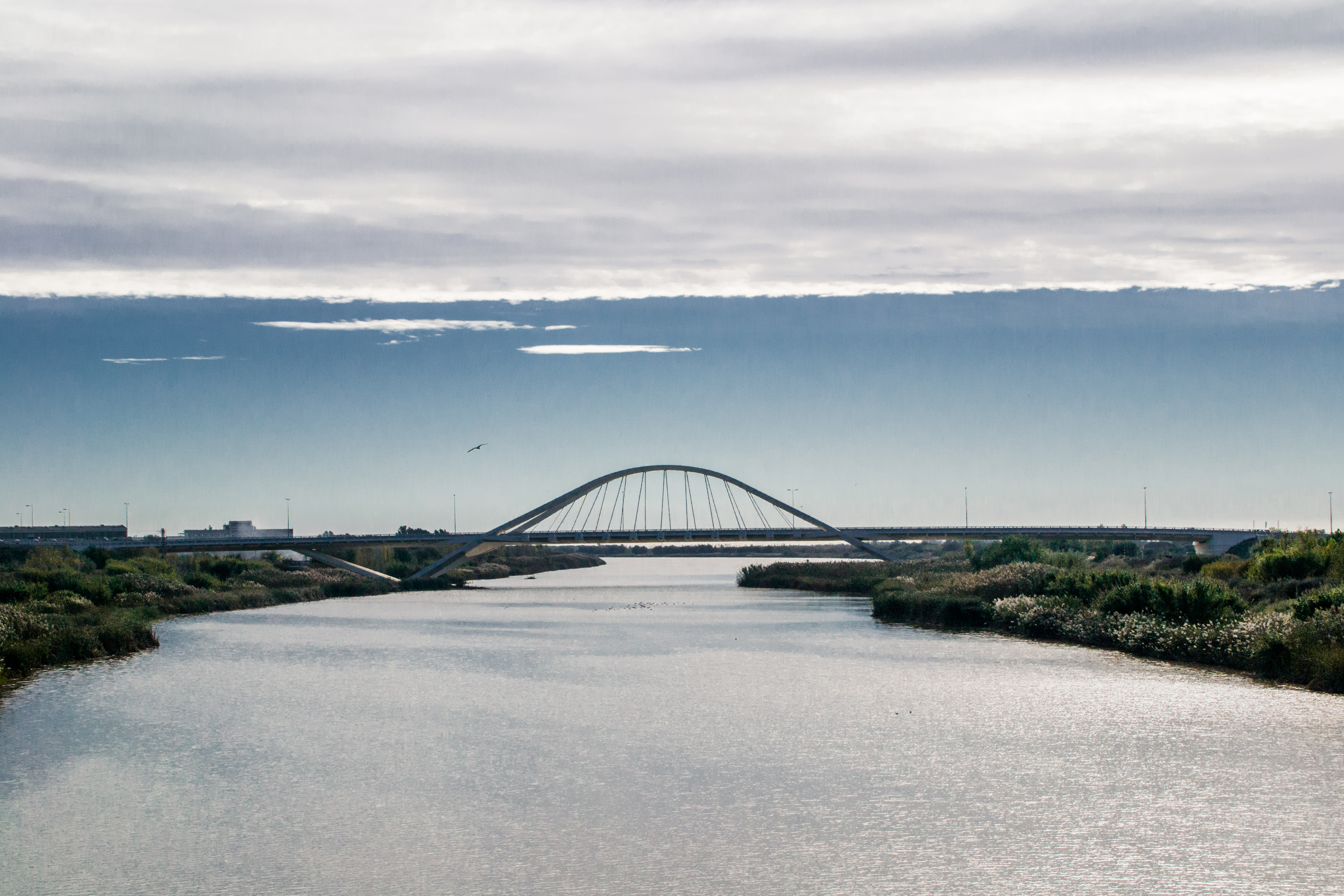
Fleuve Llobregat au pont Nelson Mandela, dernier pont de son cours

## Delta du Llobregat
Le delta du Llobregat est une plaine alluviale située à l’embouchure du torrent fluvial Llobregat, dans la province de Barcelona (Catalogne, Espagne). Le fleuve en arrivant à la mer forme un  delta de 97 km2. Il s'agit du second plus grand delta de Catalogne.
Il s'est formé de manière récente, entre l'époque romaine et le dix-neuvième siècle. Le fleuve s'est jeté à la mer par différentes embouchures avec le temps créant différentes lagunes littorales.
La contamination acoustique peut monter jusqu'à 94 dB.
La sédimentation est mesurée entre 20 mètres et 60 mètres représentant un dépôt annuel entre 5 et 34 millimètres. Actuellement, elle est de 0,7 millimètre par an.

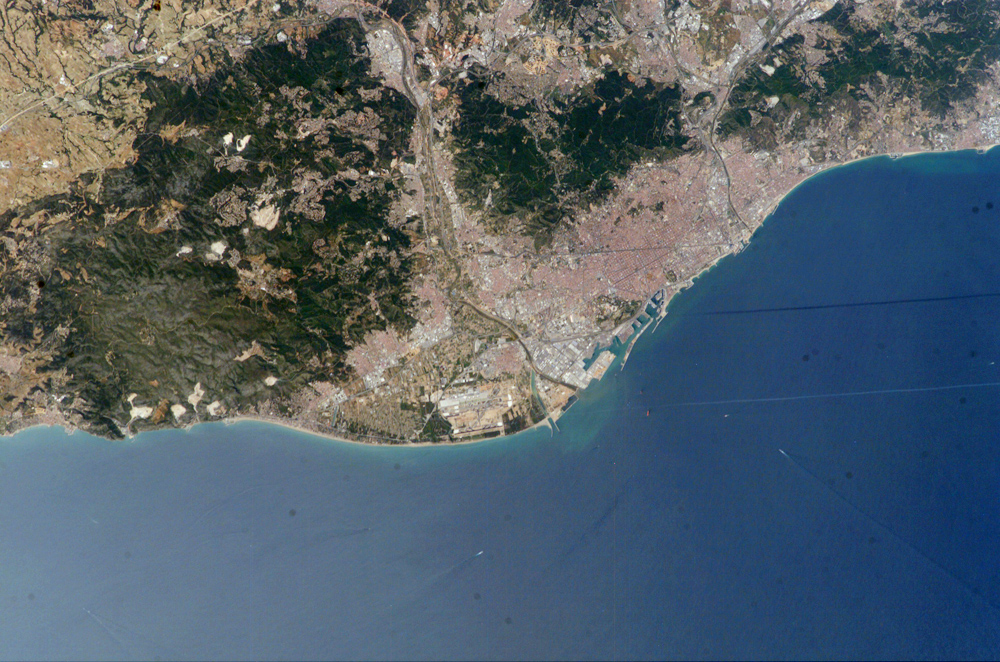
Le delta, s'avançant sur la mer, à proximité de Barcelone
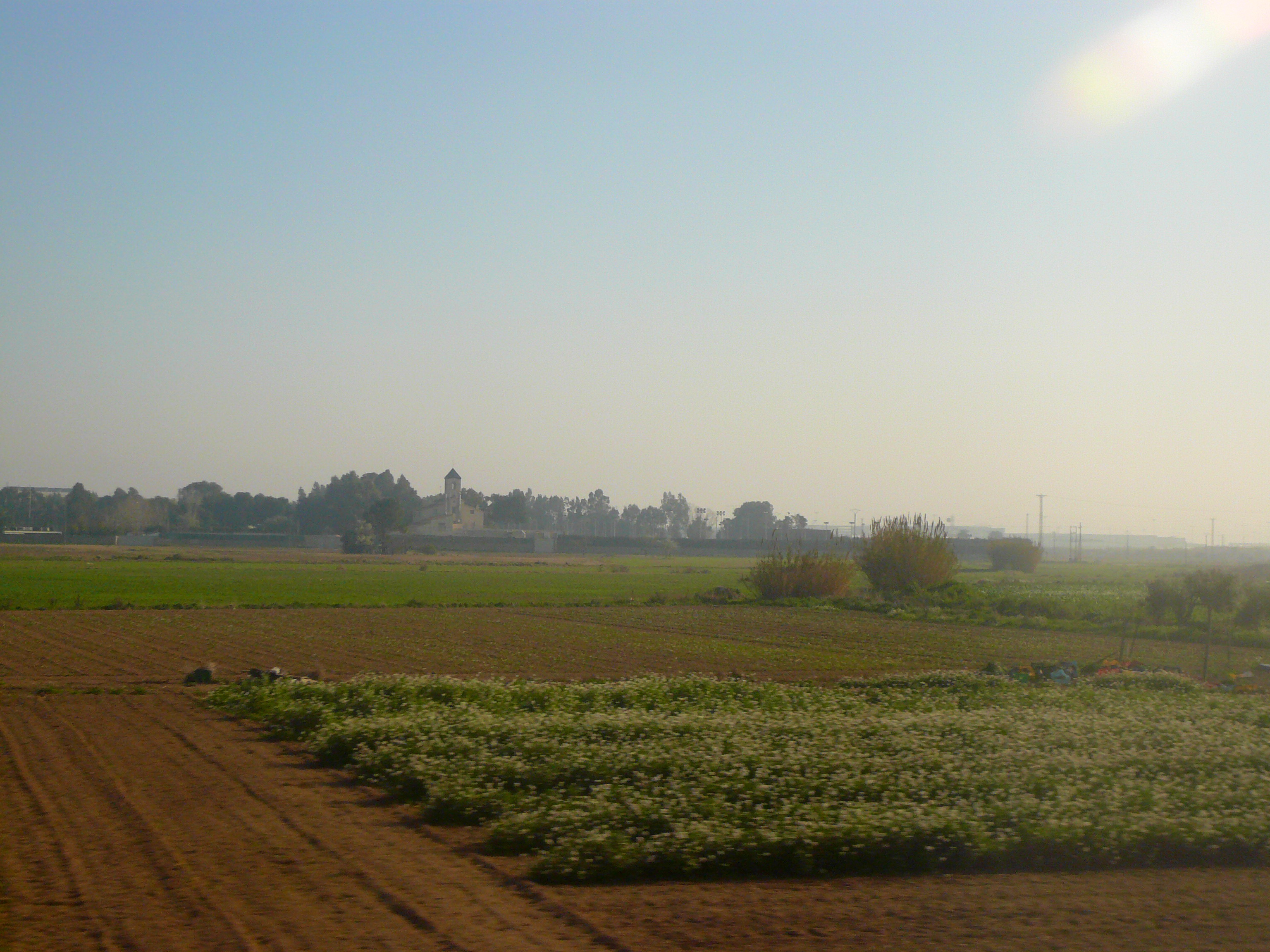
Champs du delta, El Prat de Llobregat.
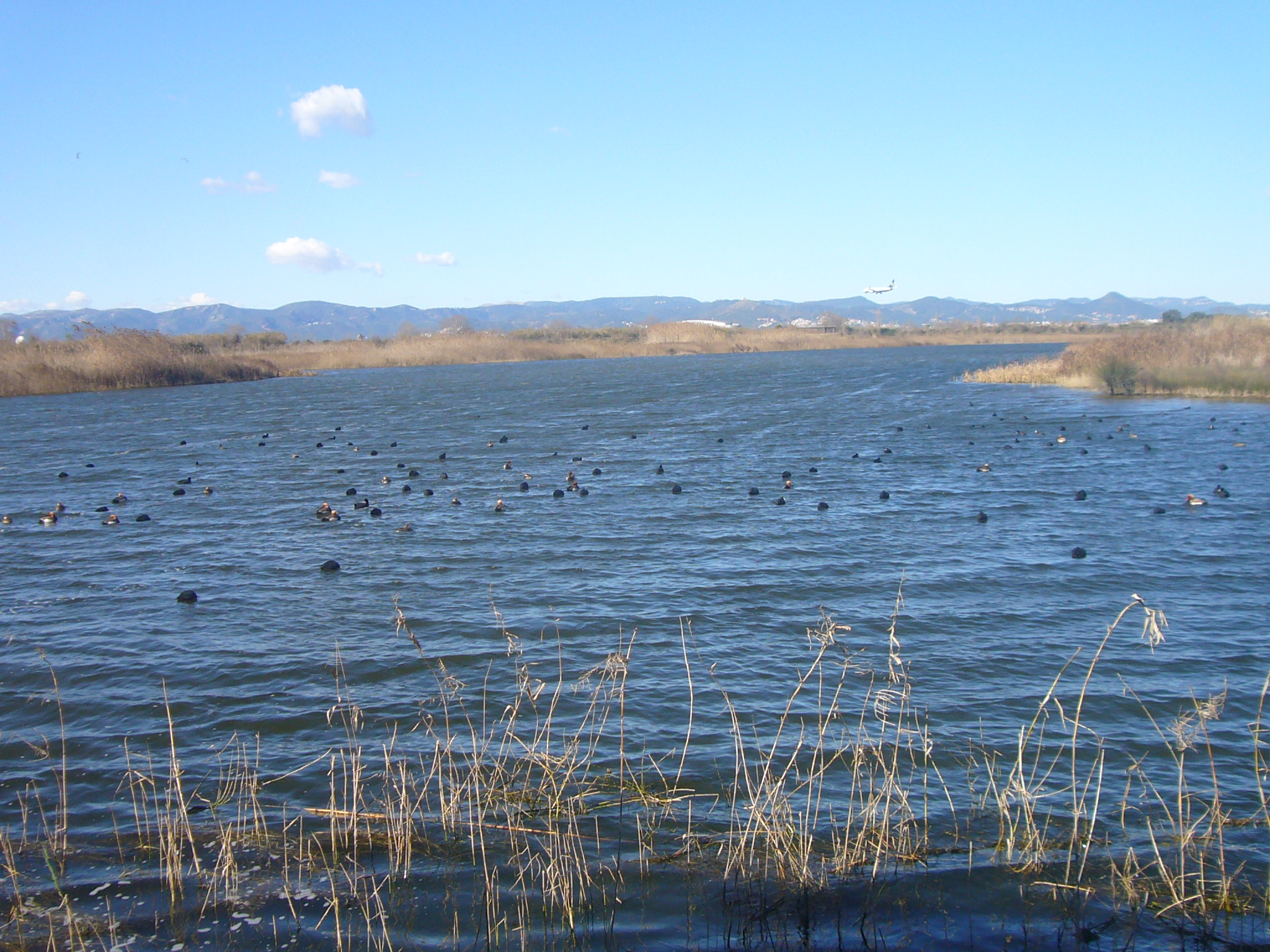
Étang du Cal Tet
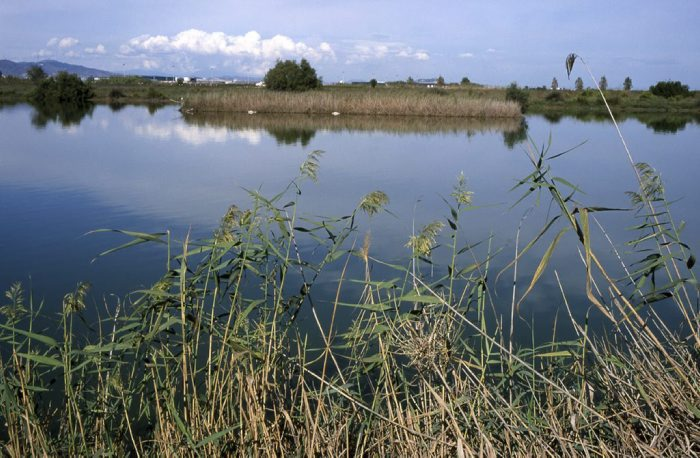
Marais et marécages du Llobregat
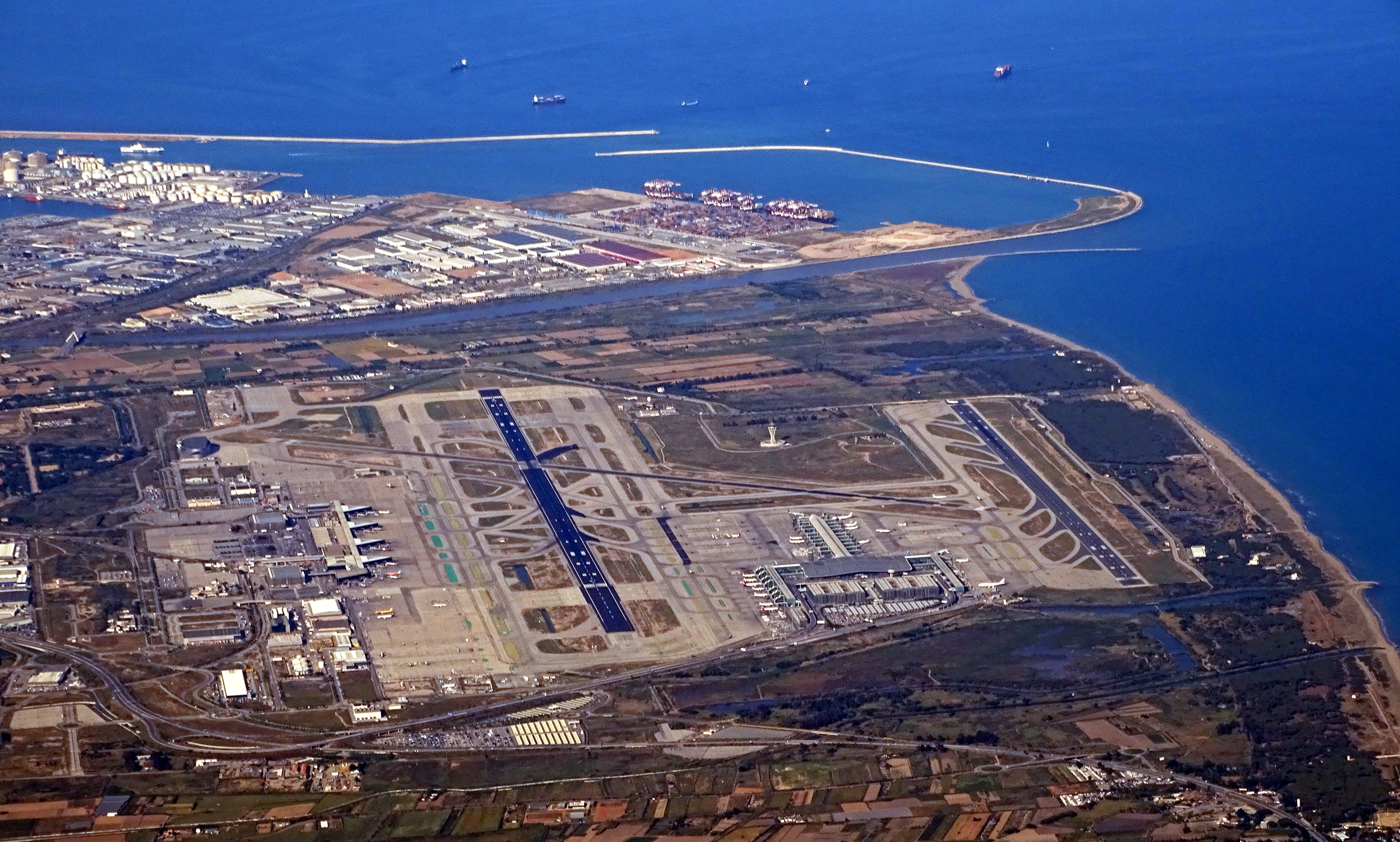
Nouvelle embouchure du fleuve, avec à sa gauche le port, à sa droite l'aéroport.